# 郭榮宗 (桃園市)
郭榮宗（Kuo Jung-chung，1954年8月23日—），台灣政治人物，民主進步黨籍，曾任第1屆桃園市議會議員（辭職）、立法委員（第5－6、7屆）、桃園縣觀音鄉长（第12－13屆）。

## 生平
郭榮宗出生於桃園縣大園鄉，後因中正國際機場興建，舉家遷移至觀音鄉。

## 經歷
1994年，當選觀音鄉鄉長，後順利連任。2001年時轉任立法委員並連任一屆，2008年尋求連任時敗給前桃園縣副縣長廖正井。
廖正井在2009年10月時涉嫌賄選而解職，在彭添富「顧全大局」退選之後，民主進步黨宣布徵召郭榮宗投入立委補選。後擊敗中國國民黨與新黨共推的陳麗玲，高票重返立法院，是2008年立委選制變革以來桃園縣首位民進黨籍立委。
郭榮宗在2012年立委選舉時敗給最終獲判無罪的廖正井，連任失敗。2014年時以觀音區最高票當選桃園市議員。他於隔年投入民進黨桃園市第二選舉區立委初選，敗給時任桃園市議員、民進黨桃園市黨部主委陳賴素美。
他在選舉後因涉嫌選罷法被起訴，法院一審判決當選無效，郭榮宗辭職以示對司法不公的抗議，他此舉被認為是不讓落選頭吳宗憲遞補議員。
郭榮宗辭職後該選區議員缺額達半而須補選，中選會定於2015年11月14日舉辦議員補選，民進黨徵召郭榮宗之子郭裕信參選，最終郭裕信以兩千餘票之差敗於2014年九合一選舉中連任失利的前桃園縣議員吳宗憲。
2016年4月20日，高等法院因行賄罪判決郭榮宗6個月定讞，可易科罰金18萬、褫奪公權兩年。

## 家庭
- 妻：郭蔡美英曾任末代桃園縣議員，後因交棒丈夫而放棄連任，後於2018年回鍋參選落敗，2019年因歐炳辰議員當選無效定讞，順利遞補當選第二屆桃園市議員，但於2022年底以282票之些微差距爭取連任失利。
- 長子：郭裕辰（郭威）為補習班教師。
- 次子：郭裕信曾參與2015年桃園市議員補選落敗，後進入市府擔任經發局主秘，鄭文燦市長連任後升為市經發局長，2022年底隨鄭文燦二任任滿後卸任。
- 長女：郭惠玲，畢業於台大外文系。
- 姪女：郭麗華為第四選區（蘆竹區）桃園市議員。

## 選舉結果
| 年度 | 選舉屆數               | 選舉區             | 所屬政黨   | 得票數 | 得票率 | 當選標記 | 備註 |
| ---- | ---------------------- | ------------------ | ---------- | ------ | ------ | -------- | ---- |
| 1994 | 第十二屆觀音鄉鄉長選舉 | 桃園縣觀音鄉       | 民主進步黨 |        |        |          |      |
| 1998 | 第十三屆觀音鄉鄉長選舉 | 桃園縣觀音鄉       | 民主進步黨 | 12,860 | 60.5%  |          |      |
| 2001 | 第五屆立法委員選舉     | 桃園縣選舉區       | 民主進步黨 | 43,482 | 5.53%  |          |      |
| 2004 | 第六屆立法委員選舉     | 桃園縣選舉區       | 民主進步黨 | 35,762 | 4.85%  |          |      |
| 2008 | 第七屆立法委員選舉     | 桃園縣第二選舉區   | 民主進步黨 | 58,577 | 44.91% |          |      |
| 2010 | 第七屆立法委員補選     | 桃園縣第二選舉區   | 民主進步黨 | 53,633 | 58.06% |          |      |
| 2012 | 第八屆立法委員選舉     | 桃園縣第二選舉區   | 民主進步黨 | 91,250 | 49.79% |          |      |
| 2014 | 第一屆桃園市議員選舉   | 桃園市第十二選舉區 | 民主進步黨 | 11,424 | 34.60% |          |      |

## 爭議
- 時任立委的杜文卿於2005年12月搭機返國時超帶香煙並咆哮機場海關人員，盧博基、郭榮宗、張花冠、李鎮楠、陳朝龍等六位民進黨立委藉由此事連番上場砲轟關稅總局聲援杜文卿因而引發爭議[5]。
- 2019年10月，桃園航勤公司發生兩次汽車擦撞，行政院長蘇貞昌2020年3月即撤換桃園航勤公司董事長郭榮宗，並直指治理問題：「公司內亂，汽車還會撞到飛機，三天還撞到兩次，把他拉下來也是剛好而已」[6]。

## 外部連結
- 立法院 （页面存档备份，存于）